# Cătălin Cățoiu
Cătălin Cățoiu (n. 23 martie 1961), poreclit Țeavă, este un actor, producător de film și TV și un muzician român, membru al formației VH2.
La sfârșitul anilor '70 era membru al formației Progresiv ABC. Începând din 1981 a fost cameraman la TVR, iar apoi director de imagine. În această calitate a produs, regizat și filmat videoclipuri muzicale pentru Loredana Groza, Laura Stoica, Ioan Gyuri Pascu, Silvia Dumitrescu și alții. Din anul 2003 este percuționistul formației VH2.
În anul 2005, a debutat ca actor în producții de televiziune, urmând ca în 2014, să producă serialul de comedie "Fetele lu` Dom` Profesor", pentru postul de televiziune Kanal D. În anul 2016, a produs filmul artistic "The Wanderers", cu Armand Assante în rolul principal, apoi în anul 2019 a produs serialul "Liber ca pasărea cerului", pentru postul de televiziune Antena 1.
În anul 2018 a revenit la TVR, fiind Producător Coordonator al Festivalului Internațional Cerbul de Aur, edițiile 2018 și 2019, precum și producatorul Programului de Revelion 2020.

## Filmografie

### Filme de cinema
- Supraviețuitorul (2008)
- Minte-mă frumos (2012)

### Seriale TV
- Păcatele Evei (2005) - Țeavă
- Războiul sexelor (2007-2008) - Cezar Voinescu
- Îngerașii (2008-2009) - Mirel Baldovin
- Aniela (2009-2010) - Conu' Chivu
- Iubire și onoare (2010) - Abdullah bin Osman Abu
- Pariu cu viața (2011-2012) - Johnny
- Las Fierbinți (2012) - Generalul Busuioc
- Îngeri pierduți (2013) - Petri Iancu
- Fetele lu` Dom` Profesor (2014)
- Fructul oprit (2018-2019) - avocat Liviu Marga
- Liber ca pasărea cerului (2019)
- Iubire cu parfum de lavandă (2024) - Avocat